# Exército Egípcio

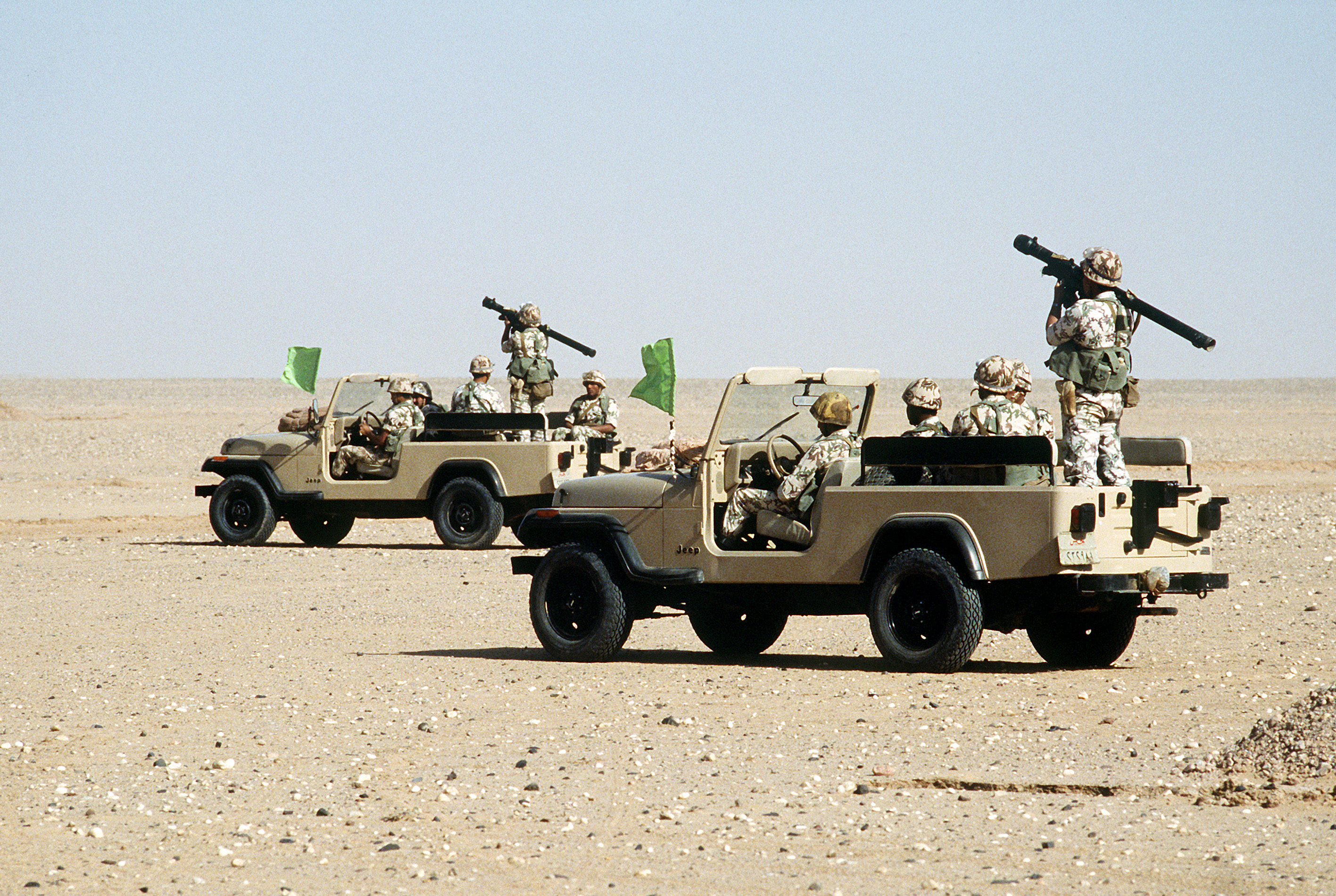
Strela 2 do exército do Egito.

O exército egípcio é a maior divisão dentro das forças armadas do Egito. Estima-se que o seu efetivo seja em torno de 468 mil, mais cerca de 480 mil reservistas para um total de 948 mil. Foi criado na década de 1830, e durante o século XX lutou quatro guerras com Israel, em 1948, 1956, 1967 e 1973. Em 1991, unidades egípcias participaram da Operação Tempestade no Deserto, a libertação do Kuwait da ocupação iraquiana.

## Fotos

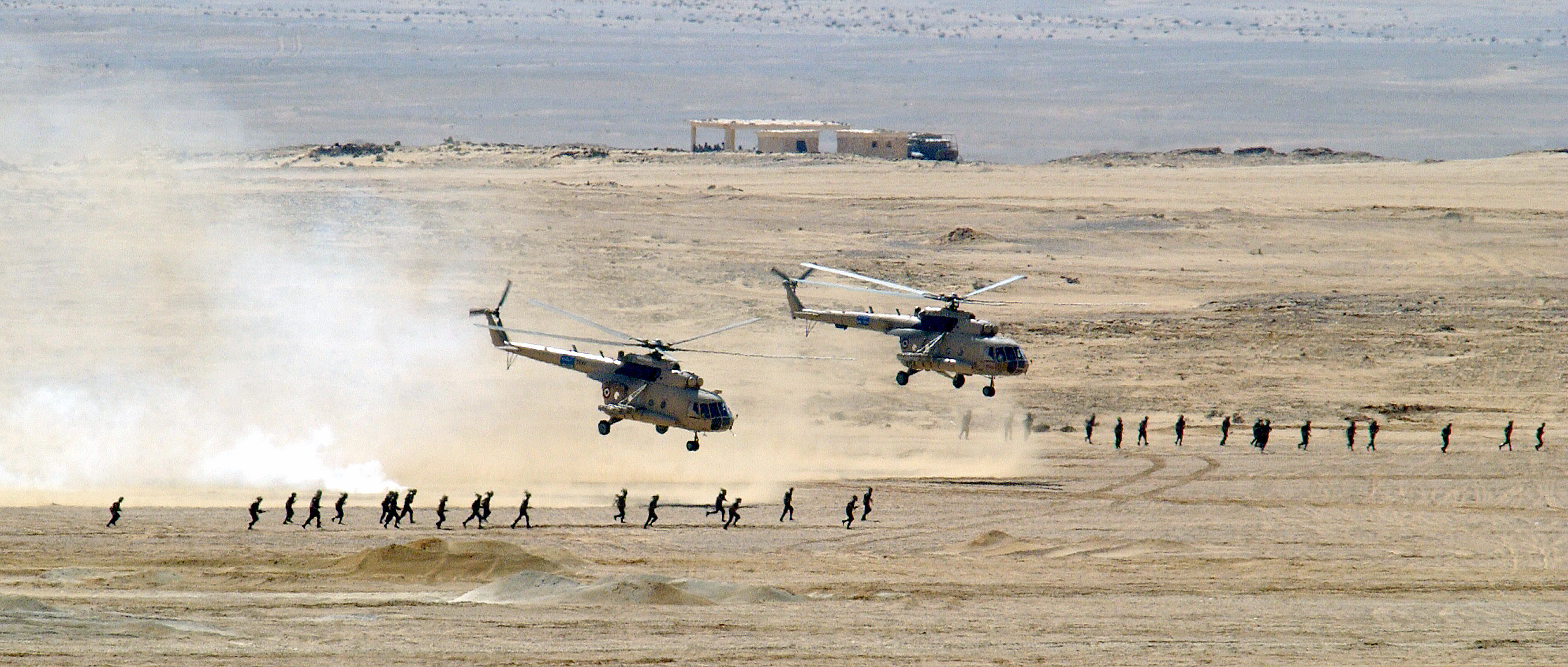
Tropas egípcias saltando de seus helicópteros Mi-8.
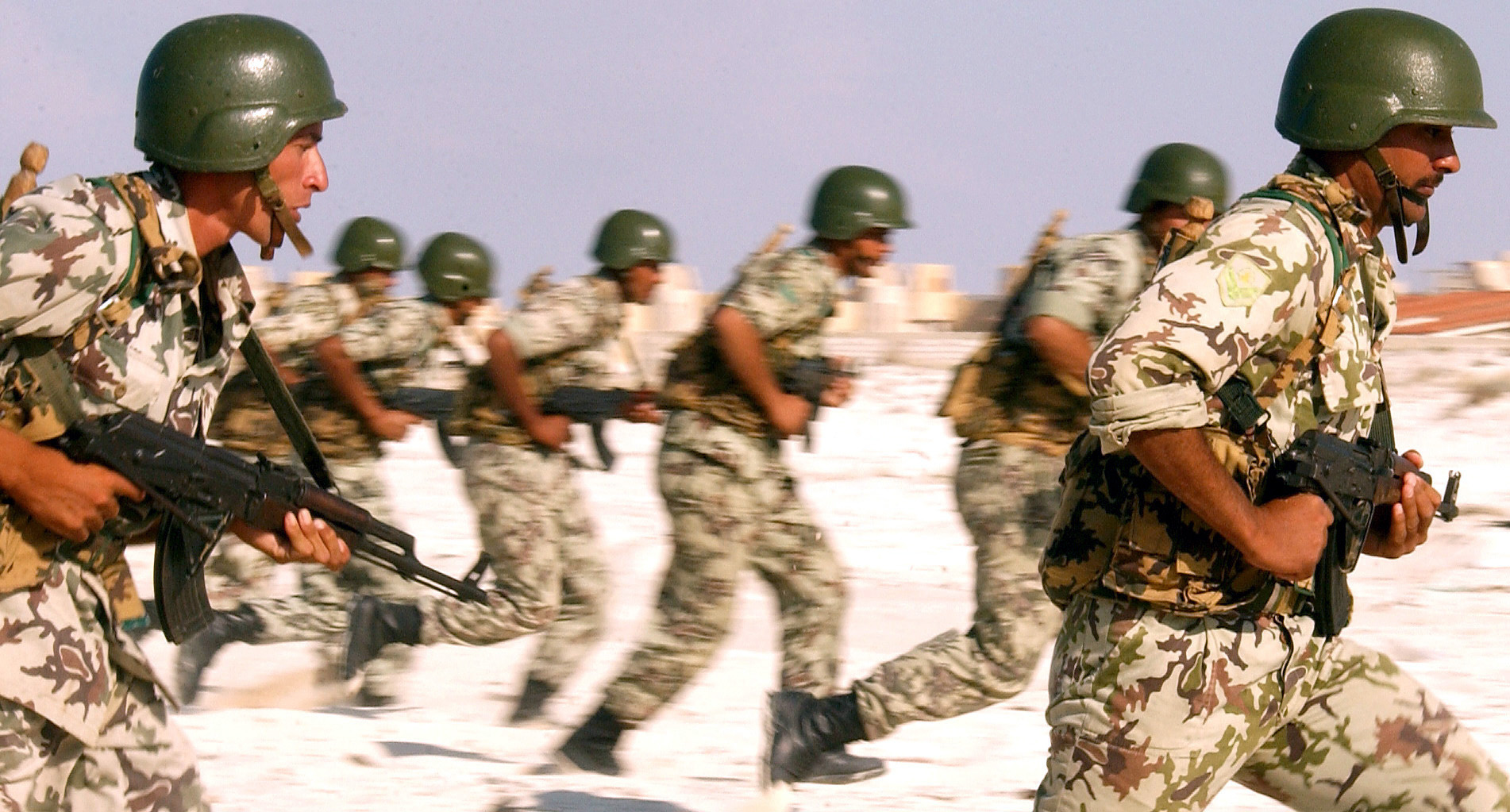
Militares egípcios em ação.
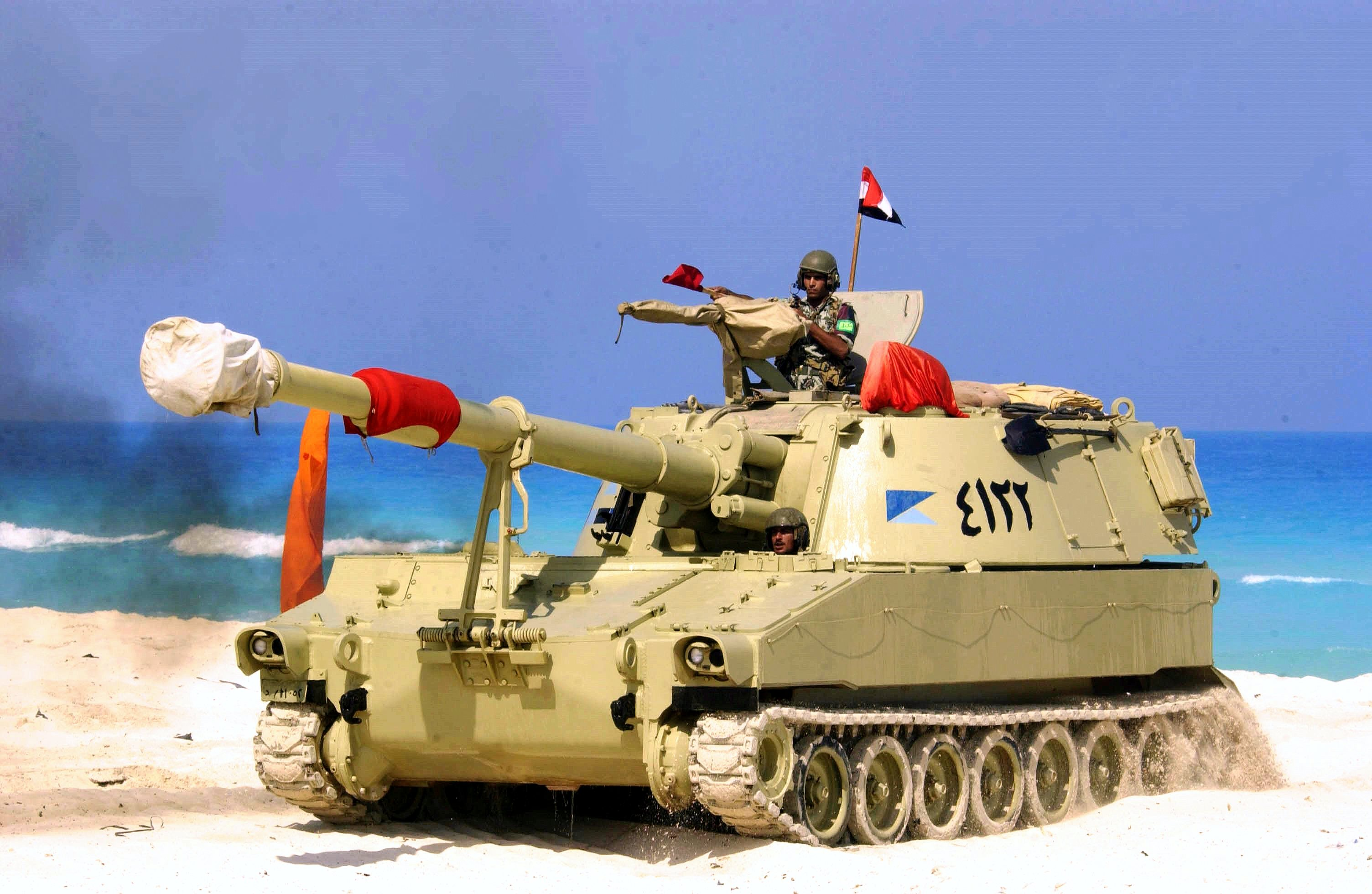
Um M109 howitzer egípcio.
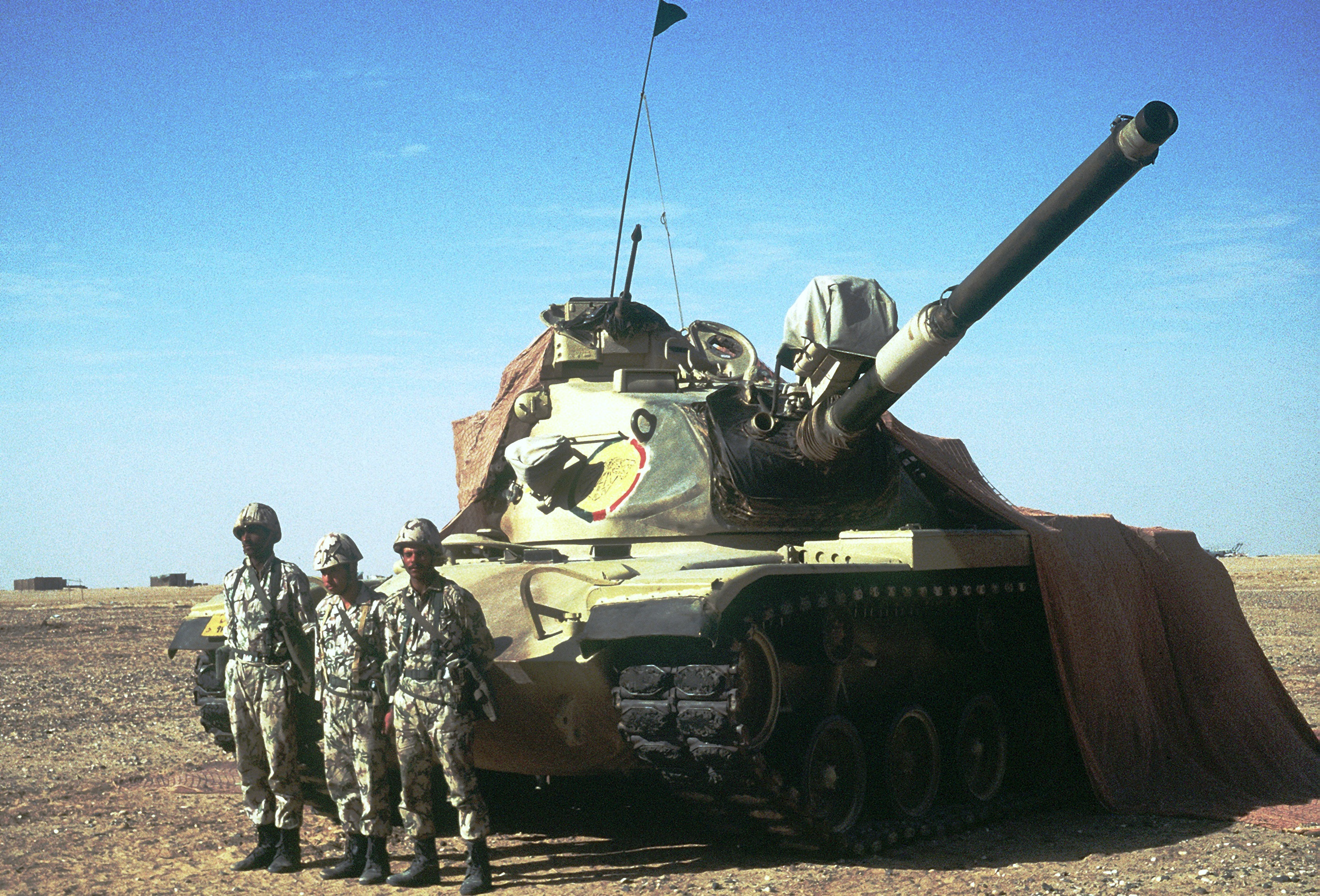
Um M60A3 MBT.